# Jadranka Joksimović
Jadranka Joksimović, cyr. Јадранка Јоксимовић (ur. 26 stycznia 1978 w Belgradzie) – serbska polityk i politolog, parlamentarzystka i minister.

## Życiorys
Ukończyła studia na wydziale nauk politycznych Uniwersytetu w Belgradzie. Była członkinią Serbskiej Partii Radykalnej, w 2008 znalazła się wśród założycieli Serbskiej Partii Postępowej. Zajmowała się etatową działalnością partyjną (w zakresie PR), w 2014 dołączyła do najwyższych władz SNS.
W wyborach w 2012 uzyskała mandat posłanki do Zgromadzenia Narodowego. W 2014 z powodzeniem ubiegała się o reelekcję. 27 kwietnia tego samego roku została ministrem bez teki ds. integracji europejskiej w rządzie Aleksandara Vučicia. W sierpniu 2016 powołana na ministra bez teki w drugim rządzie dotychczasowego premiera. W czerwcu 2017 stanęła na czele nowo utworzonego ministerstwa integracji europejskiej w rządzie Any Brnabić. Utrzymała tę funkcję również w utworzonym w październiku 2020 drugim gabinecie dotychczasowej premier. Stanowisko to zajmowała do października 2022.